# Vincent Ansquer
Vincent Ansquer est un homme politique français, né à Treize-Septiers (Vendée) le 11 janvier 1925, mort le 31 mai 1987 à Levallois-Perret (Hauts-de-Seine).

## Biographie

### Jeunesse et études
Vincent Ansquer suit des études de droit et obtient une licence de droit. Il est admis à l'École nationale de la France d'outre-mer.

### Parcours professionnel

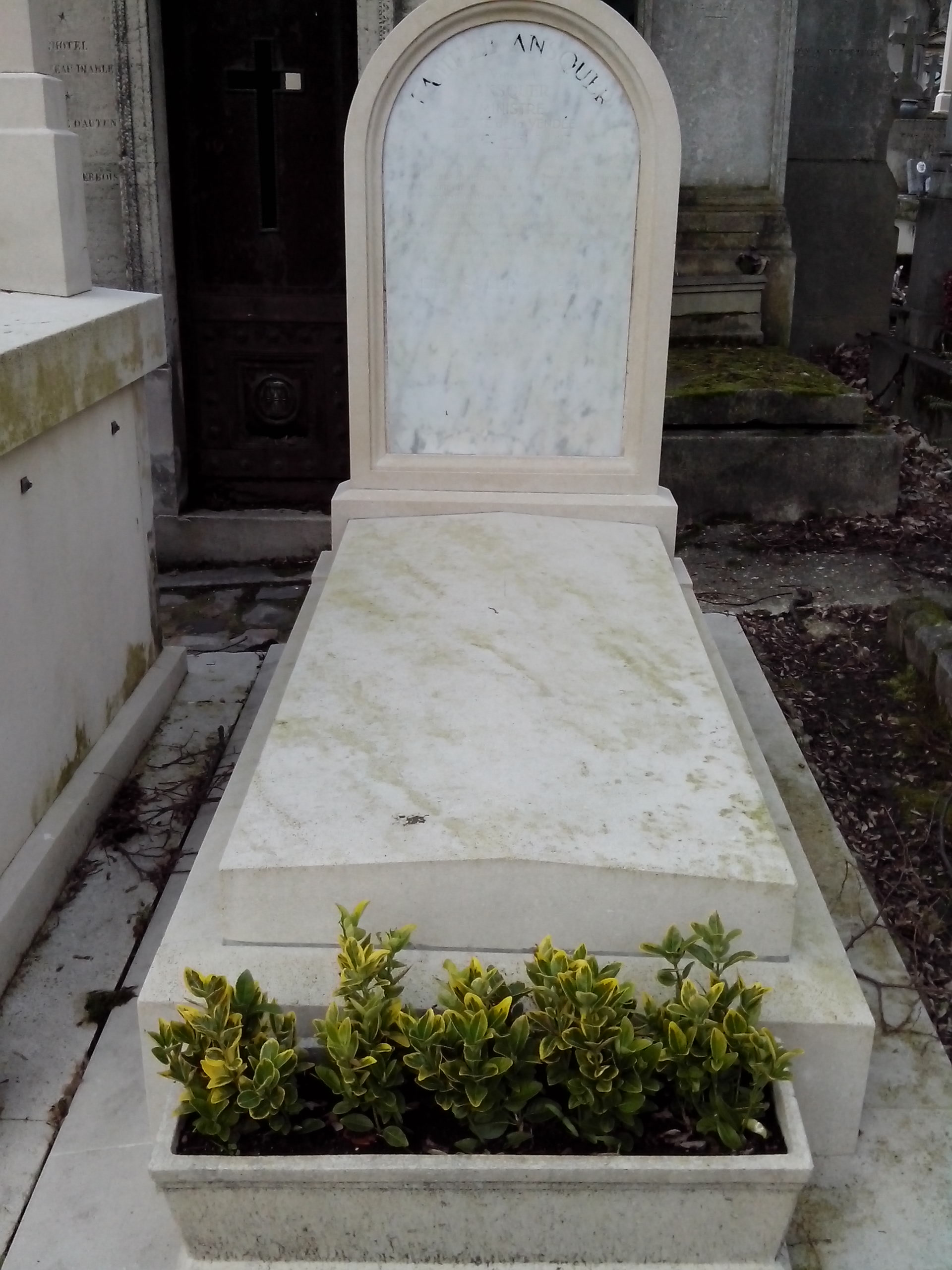
Tombe au cimetière du Père-Lachaise.

Vincent Félix Jean-Marie Ansquer est successivement fonctionnaire de l'administration d'Outre-Mer (1946-1947), attaché commercial en Guinée (1946-52), directeur puis PDG des Etablissements Chaudière (usine de chaussures) à Treize-Septiers sa ville natale et maire de La Bruffière de mars 1965 à mars 1977.
En 1962, lors des deuxièmes élections législatives de la Ve République, il est élu député UNR dans la 4e circonscription de la Vendée, en battant le candidat des Indépendants et paysans Antoine Guitton.
Ministre de 1974 à 1977, puis parlementaire européen, réélu député de la Vendée, il se porte candidat aux élections sénatoriales en septembre 1986, mais il est battu par la liste RPR dissidente de Jacques Oudin.
Il est inhumé au cimetière du Père-Lachaise (57e division).

## Détail des fonctions et des mandats

### Au gouvernement
- 27 mai 1974 – 25 août 1976 : ministre du Commerce et de l'Artisanat dans le gouvernement Chirac I.
- 25 août 1976 – 29 mars 1977 : ministre de la qualité de la Vie dans le gouvernement Barre I.

### À l’Assemblée nationale
- 25 novembre 1962 – 28 juin 1974 : député de la 4e circonscription de la Vendée
- 12 mars 1978 – 1er avril 1986 : député de la 4e circonscription de la Vendée
- 16 mars 1986 – 31 mai 1987 : député de la Vendée

### Au Parlement européen
- 17 juillet 1979 – 23 juillet 1984 : député européen (élu sur la liste de défense des intérêts de la France en Europe conduite par Jacques Chirac)

### Au niveau local
- 1965-1978 : maire de La Bruffière
- 1969-1987 : conseiller général de la Vendée, élu dans le canton de Montaigu
- 1974 : président du conseil régional des Pays de la Loire

### Au sein de partis politiques
- Secrétaire départemental pour la Vendée de l'UNR
- Membre du bureau politique et président départemental pour la Vendée de l'UDR